# Edosa nesocharis
Edosa nesocharis är en fjärilsart som beskrevs av Edward Meyrick 1928. Edosa nesocharis ingår i släktet Edosa och familjen äkta malar. Inga underarter finns listade i Catalogue of Life.